# Christopher Jones (wielrenner)
Christopher Jones (Redding, 6 augustus 1979) is een Amerikaans wielrenner die anno 2017 rijdt voor Unitedhealthcare Professional Cycling Team.

## Overwinningen
1994
 Amerikaans kampioen op de weg, Nieuwelingen
2009
4e etappe Joe Martin Stage Race

## Resultaten in voornaamste wedstrijden
| Jaar | Milaan-San Remo | Parijs-Roubaix | Waalse Pijl |
| ---- | --------------- | -------------- | ----------- |
| 2014 | 109e            | 122e           | opgave      |
| 2015 |                 | 95e            | opgave      |

## Ploegen
- 2007 –  Nerac Pro Cycling
- 2008 –  Team Type 1
- 2009 –  Team Type 1
- 2010 –  Team Type 1
- 2011 –  UnitedHealthcare Pro Cycling
- 2012 –  UnitedHealthcare Pro Cycling Team
- 2013 –  UnitedHealthcare Pro Cycling Team
- 2014 –  UnitedHealthcare Professional Cycling Team
- 2015 –  UnitedHealthcare Professional Cycling Team
- 2016 –  UnitedHealthcare Professional Cycling Team
- 2017 –  UnitedHealthcare Professional Cycling Team

Acevedo · Alzate · Cataford · Clarke · Eaton · Haedo · Hegyvary · Henderson · Jaramillo · Jones · Keough · Mannion · McCabe · Norris · Putt · Summerhill